# Eugène de Mazenod
Charles-Joseph-Eugène de Mazenod (Aix-en-Provence, 1º agosto 1782 – Marsiglia, 21 maggio 1861) fu fondatore della congregazione degli Oblati di Maria Immacolata e vescovo di Marsiglia dal 1837 alla morte; beatificato nel 1975, è stato proclamato santo da papa Giovanni Paolo II nel 1995.

## Biografia

### Giovinezza
Apparteneva a una nobile famiglia: allo scoppio della Rivoluzione francese il padre, già presidente della Corte dei conti della Provenza, si schierò contro Mirabeau a difesa dei tradizionali privilegi della sua classe e fu costretto a rifugiarsi all'estero, dove fu raggiunto dalla famiglia.
I Mazenod soggiornarono a Torino, poi a Venezia e quindi a Napoli; nel 1799, a seguito della regina Maria Carolina, si trasferirono a Palermo rimanendovi per quattro anni. Charles-Joseph-Eugène non seguì studi regolari, ma la sua educazione fu curata a Venezia dai fratelli Bartolo e Pietro Zinelli che poi, con Niccolò Paccanari, si unirono alla Società della Fede di Gesù.
Rientrato in Francia nel 1802, nell'ottobre del 1808 Charles-Joseph-Eugène entrò nel seminario parigino di San Sulpizio allora diretto da Jacques-André Emery, di cui divenne un fidato collaboratore. Dopo lo scioglimento dei sulpiziani da parte di Napoleone, Mazenod fu scelto per continuarne l'opera nonostante non fosse stato ancora ordinato prete: aveva, infatti, rifiutato la consacrazione da parte dell'arcivescovo Jean-Siffrein Maury, che occupava la sede di Parigi nonostante la contrarietà di papa Pio VII; ricevette l'ordinazione sacerdotale solo il 21 dicembre 1811 dalle mani di Jean-François Demandolx, vescovo di Amiens.

### Sacerdozio
Demandolx avrebbe voluto farne il suo vicario generale per la diocesi di Amiens, ma Mazenod preferì tornare ad Aix. Fu cappellano delle carceri e diede inizio a un'associazione giovanile per sostenere la vita cristiana tra gli studenti della città; nella chiesa di Sainte-Madeleine, per la quaresima del 1812, iniziò a dedicarsi alla predicazione delle missioni popolari, per le quali utilizzava il dialetto provenzale.
Il 25 gennaio 1816, nell'antico Carmelo di Aix, organizzò una compagnia di sacerdoti per la predicazione delle missioni tra i poveri nelle parrocchie della campagna provenzale. Per la Società dei missionari di Provenza gli inizi furono difficili, sia per il mancato appoggio di Pierre-Ferdinand de Bausset-Roquefort, arcivescovo di Aix, sia per il rifiuto dei membri della società di emettere i voti religiosi.
Nel 1823 fu ripristinata la diocesi di Marsiglia e la sede vescovile fu assegnata a Fortuné-Charles de Mazenod, zio di Charles-Joseph-Eugène, che nominò suo nipote vicario generale: la posizione dello zio gli assicurò la protezione dell'episcopato provenzale alla sua opera e la sua società missionaria, nel 1826, ottenne l'approvazione pontificia come congregazione degli Oblati di Maria Immacolata.

### Episcopato
Dopo la rivoluzione di luglio del 1830, Luigi Filippo e Adolphe Thiers non fecero mistero della loro intenzione di sopprimere la diocesi di Marsiglia alla morte dell'anziano Fortuné-Charles de Mazenod. Per evitarlo, il vescovo ottenne da parte di papa Gregorio XVI l'elezione del suo nipote e vicario generale a vescovo in partibus di Icosio e la nomina a visitatore apostolico di Tunisi e Tripoli: il 14 ottobre 1832 il cardinale Carlo Odescalchi, prefetto della congregazione dei vescovi e regolari, assistito dagli arcivescovi Chiarissimo Falconieri Mellini, di Ravenna, e Luigi Frezza, di Calcedonia in partibus, consacrò Charles-Joseph-Eugène de Mazenod nella chiesa di San Silvestro al Quirinale.
La nomina, avvenuta all'insaputa e con la riprovazione del governo francese, causò un serio conflitto tra le istituzioni e Mazenod, che fu privato della cittadinanza. Grazie alla mediazione del futuro cardinale Joseph Hippolyte Guibert, il vescovo si riconciliò con Luigi Filippo che gli consentì di succedere nell'episcopato allo zio dimessosi, ottantottenne, nell'aprile 1837.

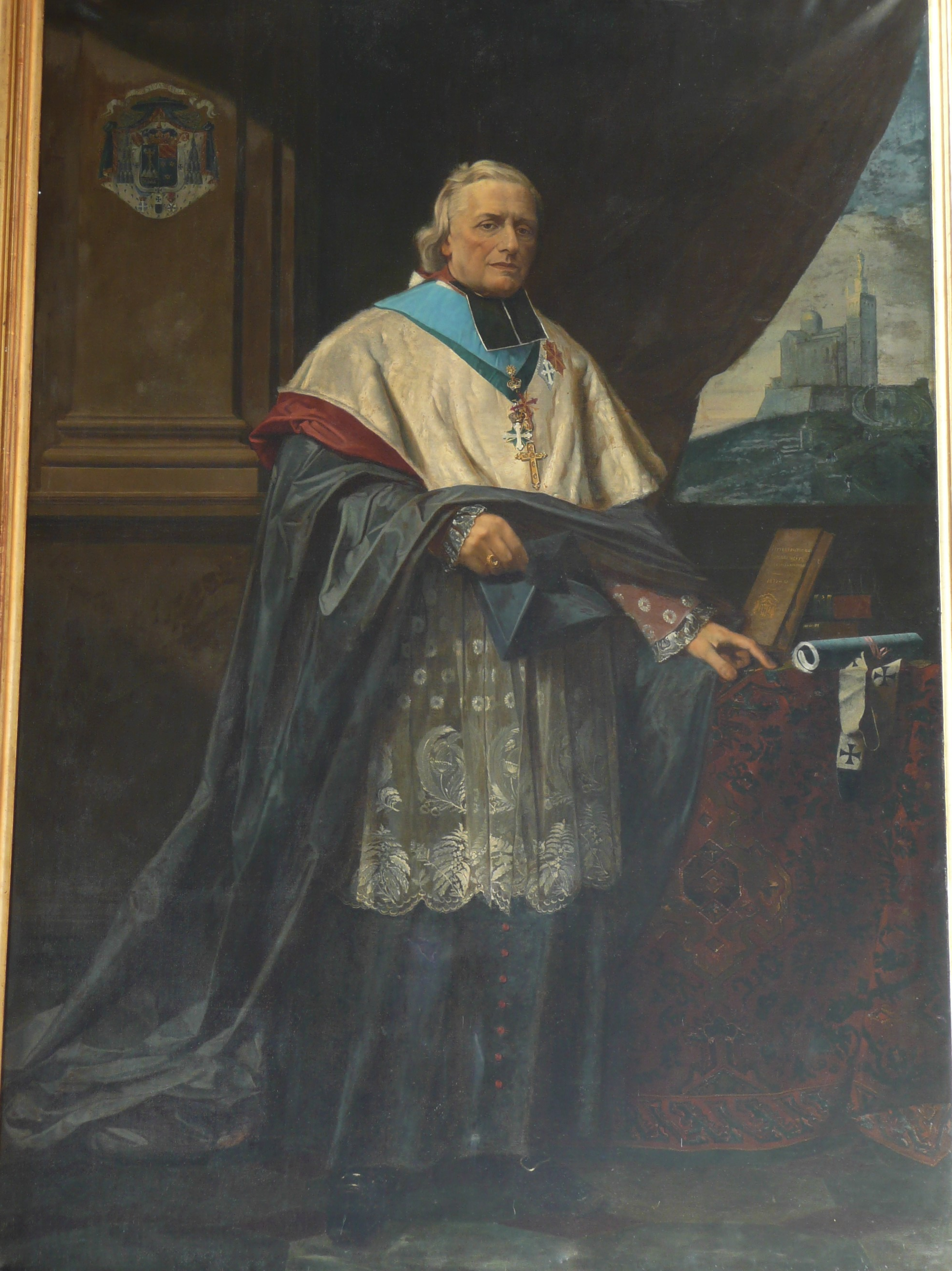
Ritratto del vescovo de Mazenod, Cattedrale di Santa Maria Maggiore, Marsiglia.

Sotto il suo episcopato, la popolazione di Marsiglia passò da 150000 a oltre 300 000 abitanti e Mazenod si adoperò per adattare le strutture ecclesiastiche e i metodi apostolici all'evoluzione demografica e sociale della città: creò 22 nuove parrocchie, fece erigere il santuario di Nostra Signora della Guardia e riedificare la cattedrale, restaurò e ampliò altre chiese; favorì la moltiplicazione e la specializzazione delle opere a favore dei fedeli, come quella iniziata da Jean-Joseph Allemand e quella Joseph-Marie Timon David per la gioventù; promosse lo stabilimento in diocesi di nuove comunità religiose, attive e contemplative (incontrò e collaborò, tra gli altri, con Pier Giuliano Eymard e i suoi sacramentini, Maddalena Sofia Barat e la Società del Sacro Cuore di Gesù, Emilia de Vialar e le Suore di San Giuseppe dell'Apparizione); per la formazione e la disciplina del clero, affidò la direzione del seminario maggiore diocesano ai suoi Oblati di Maria Immacolata (il numero dei preti passò da 171 nel 1823 a 378 nel 1860) e impose, con poco successo, la vita comune ai sacerdoti.
Anche da vescovo di Marsiglia Mazenod continuò a governare la sua congregazione. Nel 1841, quando gli oblati erano ancora solo 59 e il loro apostolato era limitato alle missioni parrocchiali in Provenza, Ignace Bourget, arcivescovo di Montréal, si rivolse a Mazenod per ottenere aiuto per la sua Chiesa in Canada: fu l'occasione per avviare l'espansione missionaria del giovane istituto e immediatamente furono inviati in Nuova Francia quattro sacerdoti e due fratelli Oblati di Maria Immacolata. Altri missionari partirono presto per il Regno Unito, Ceylon e il Sudafrica e nel 1861 la congregazione arrivò a contare 415 membri.
Mazenod vietò a sé stesso ogni compromissione politica e, dopo la caduta della monarchia di luglio, aderì senza resistenze alla Terza Repubblica e poi al Secondo Impero. Prese parte attivamente alla vita ecclesiastica e al dibattito religioso nazionale, schierandosi contro le tendenze gianseniste e gallicane, sostenendo l'ultramontanismo e il movimento liturgico di Prosper Guéranger. Nel 1856 Napoleone III lo nominò senatore: in questa posizione, criticò duramente la politica ambigua dell'imperatore verso la Santa Sede.
Nel 1859 fu presentato per la nomina a cardinale, ma per le travagliate vicende politiche dello Stato pontificio la sua nomina fu rinviata; morì nel 1861.

## Il culto
La causa di beatificazione e canonizzazione del vescovo Mazenod fu introdotta il 15 gennaio 1936 e il 19 novembre 1970 fu promulgato il decreto super heroicitate virtutum del servo di Dio, al quale fu concesso il titolo di venerabile.
Il 9 dicembre 1974 fu riconosciuta l'autenticità di un miracolo attribuito all'intercessione di Eugène de Mazenod, che fu proclamato beato da papa Paolo VI domenica 19 ottobre (giornata missionaria mondiale) dell'anno santo 1975.
Un secondo miracolo attribuito all'intercessione del beato fu riconosciuto dalla Santa Sede il 15 dicembre 1994. Il vescovo fu canonizzato il 3 dicembre 1995 (prima domenica di Avvento) da papa Giovanni Paolo II nella basilica di San Pietro a Roma.
Il suo elogio si legge nel Martirologio romano al 21 maggio, il suo dies natalis.

## Genealogia episcopale e successione apostolica
La genealogia episcopale è:
- Cardinale Scipione Rebiba
- Cardinale Giulio Antonio Santori
- Cardinale Girolamo Bernerio, O.P.
- Arcivescovo Galeazzo Sanvitale
- Cardinale Ludovico Ludovisi
- Cardinale Luigi Caetani
- Cardinale Ulderico Carpegna
- Cardinale Paluzzo Paluzzi Altieri degli Albertoni
- Papa Benedetto XIII
- Papa Benedetto XIV
- Papa Clemente XIII
- Cardinale Marcantonio Colonna
- Cardinale Giacinto Sigismondo Gerdil, B.
- Cardinale Giulio Maria della Somaglia
- Cardinale Carlo Odescalchi, S.I.
- Vescovo Eugène de Mazenod, O.M.I.

La successione apostolica è:
- Cardinale Joseph Hippolyte Guibert, O.M.I. (1842)
- Arcivescovo Jean-François Allard, O.M.I. (1851)
- Arcivescovo Alexandre Antonin Taché, O.M.I. (1851)
- Vescovo Stefano Semeria, O.M.I. (1856)
- Vescovo Jacques-Marie-Joseph Jeancard (1858)
- Vescovo Vital-Justin Grandin, O.M.I. (1859)